# Burg Laukischken

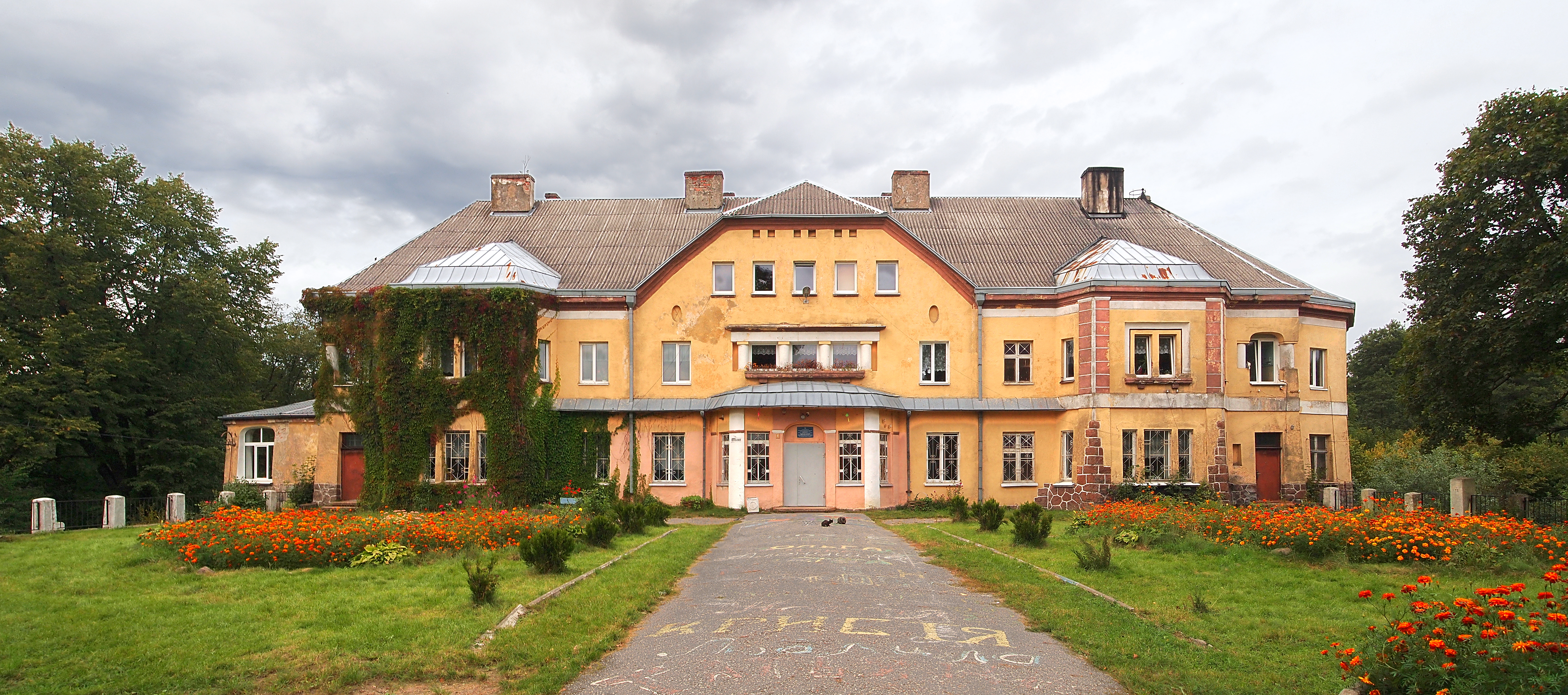
Burg Laukischken

Burg Laukischken ist eine Burg im Dorf Saranskoje in der russischen Oblast Kaliningrad. Weitere Namen der Burg sind Lauken, Bieberstein und Friedrichsburg.

## Geschichte

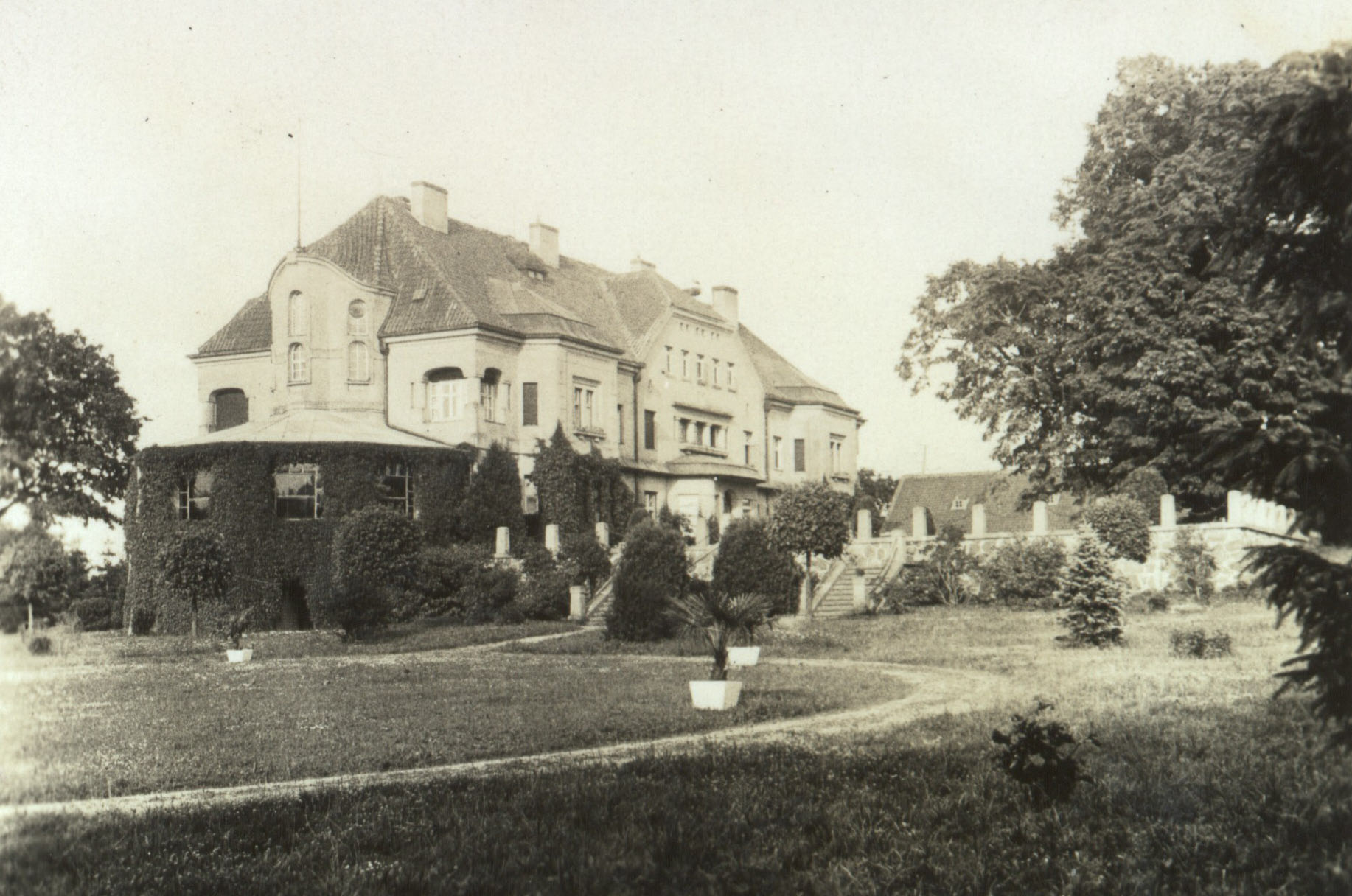
Gut Laukischken, 1932

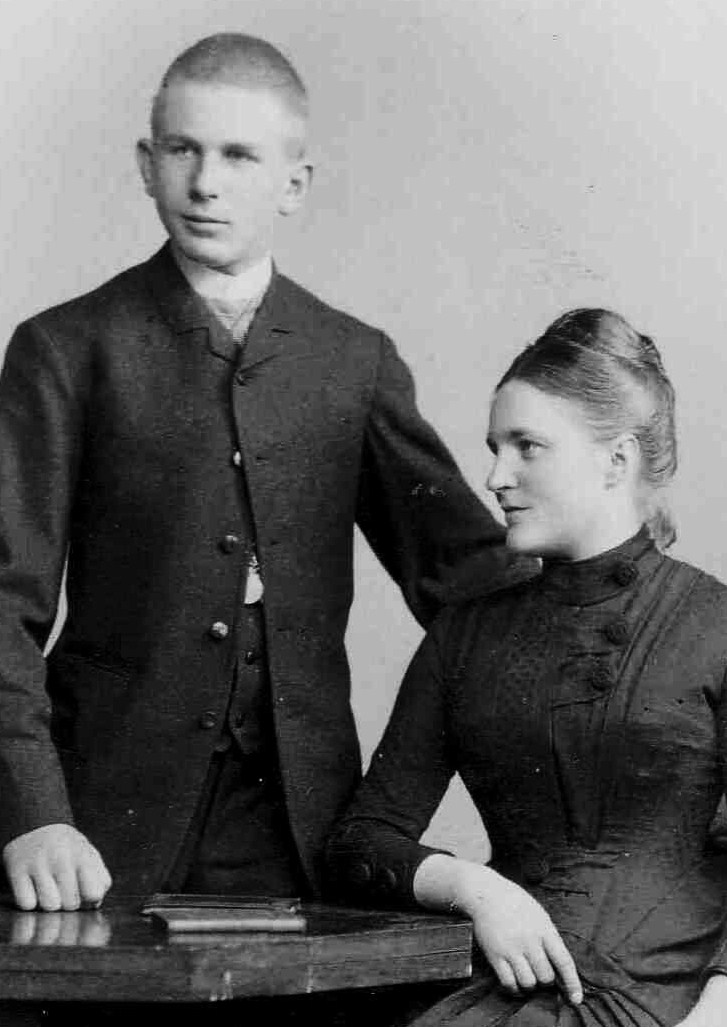
Ludwig Meyländer genannt Rogalla von Bieberstein mit Ehefrau Hanna (um 1914)

Um 1260 wurden auf dem Gelände der Burg Wälle des Deutschen Ordens errichtet. Seit 1270 diente die Festung Laukischken am Ufer der Laba (heute Deima) als Sprungbrett für einen geordneten Angriff auf Nadrovia. 1327 wurde die Burg in Stein umgebaut. Seit 1390 beherbergte sie ein Kammeramt.
Die Burg wird 1466 in den Dokumenten des Zweiten Friedens von Thorn und im Vertrag von Krakau von 1525 erwähnt. Nach der Reformation wurde die Burg 1525 unter Herzog Albrecht zu einem Jagdschloss umgebaut.
1581–1584 wurde die Burg auf Anweisung von Herzog Georg Friedrich durch den Architekten Blasius Berwart komplett umgebaut. Das Gebäude erhielt den Namen „Friedrichsburg“. In den Folgejahren wurde die Burg zum Rittergut und erneut mehrfach umgebaut.
Ende des 19. Jahrhunderts ging Burg Laukischken in den Besitz der Familie von Rogalla von Bieberstein über. Im Ersten Weltkrieg wurde sie schwer beschädigt und danach wieder hergerichtet. Letzter Besitzer des Gutes war der ostpreußische Rittmeister und Gutsbesitzer Ludwig Meyländer genannt Rogalla von Bieberstein, der als Gegner des NS-Regimes inhaftiert und 1940 erhängt in einer Zelle aufgefunden wurde. Nach dem Zweiten Weltkrieg wurde das Gebäude zu einer Schule umgenutzt.